# Терен број 3 (Вимблдон)
51° 25′ 58″ N 0° 12′ 53″ W / 51.43278° С; 0.21472° З
Терен број 3 (енгл. Number 3 Court) је тениски терен у оквиру лондонског Свеенглеског клуба за тенис на трави и крокет (Енглеска). 
Првобитни терен број 3 је 2009. преименован у терен број 4. Нови терен број 3 настао је реновирањем некадашњег терена број 2. Свечано је отворен 20. јуна 2011. године. Терен има капацитет од 2.000 седећих места и на четвртом месту је по капацитету у комплексу (одмах после централног терена, терена број 1 и терена број 2). 